# Varronia integrifolia
Varronia integrifolia är en strävbladig växtart som beskrevs av Nicaise Auguste Desvaux. Varronia integrifolia ingår i släktet Varronia och familjen strävbladiga växter. Inga underarter finns listade i Catalogue of Life.